# Танагра синьощока
Тана́гра синьощока (Stilpnia larvata) — вид горобцеподібних птахів родини саякових (Thraupidae). Мешкає в Мексиці, Центральній і Південній Америці.

## Опис

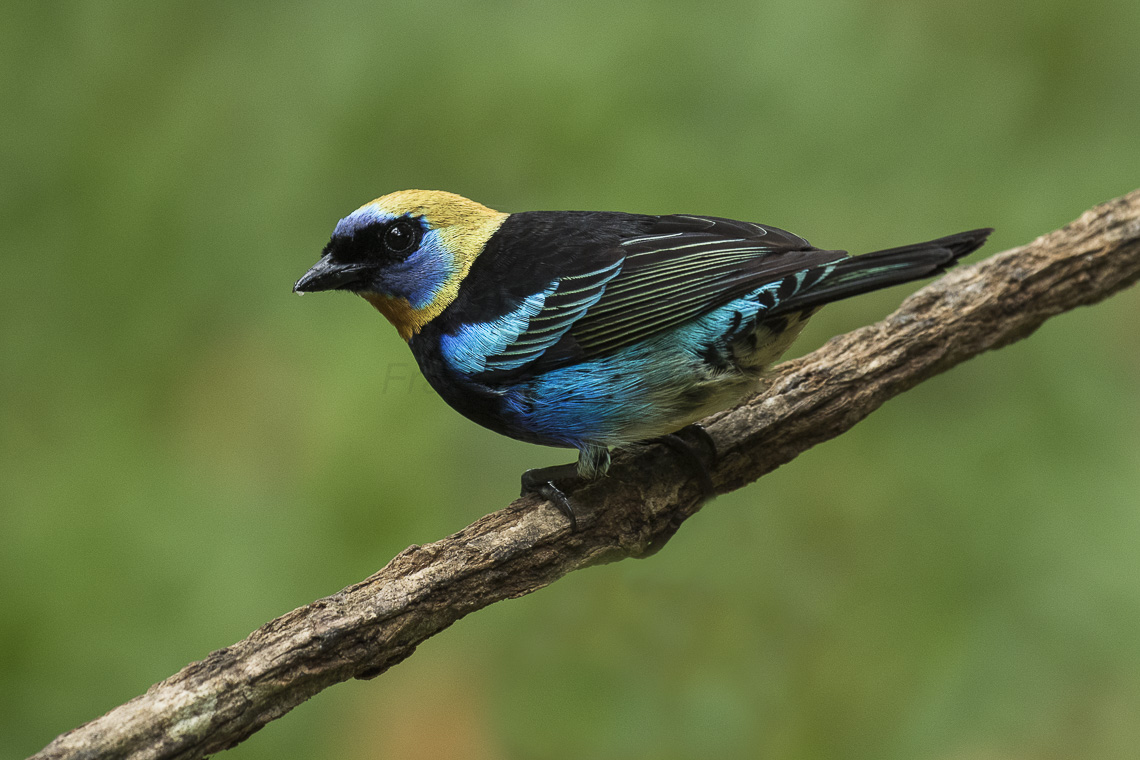
Синьощока танагра

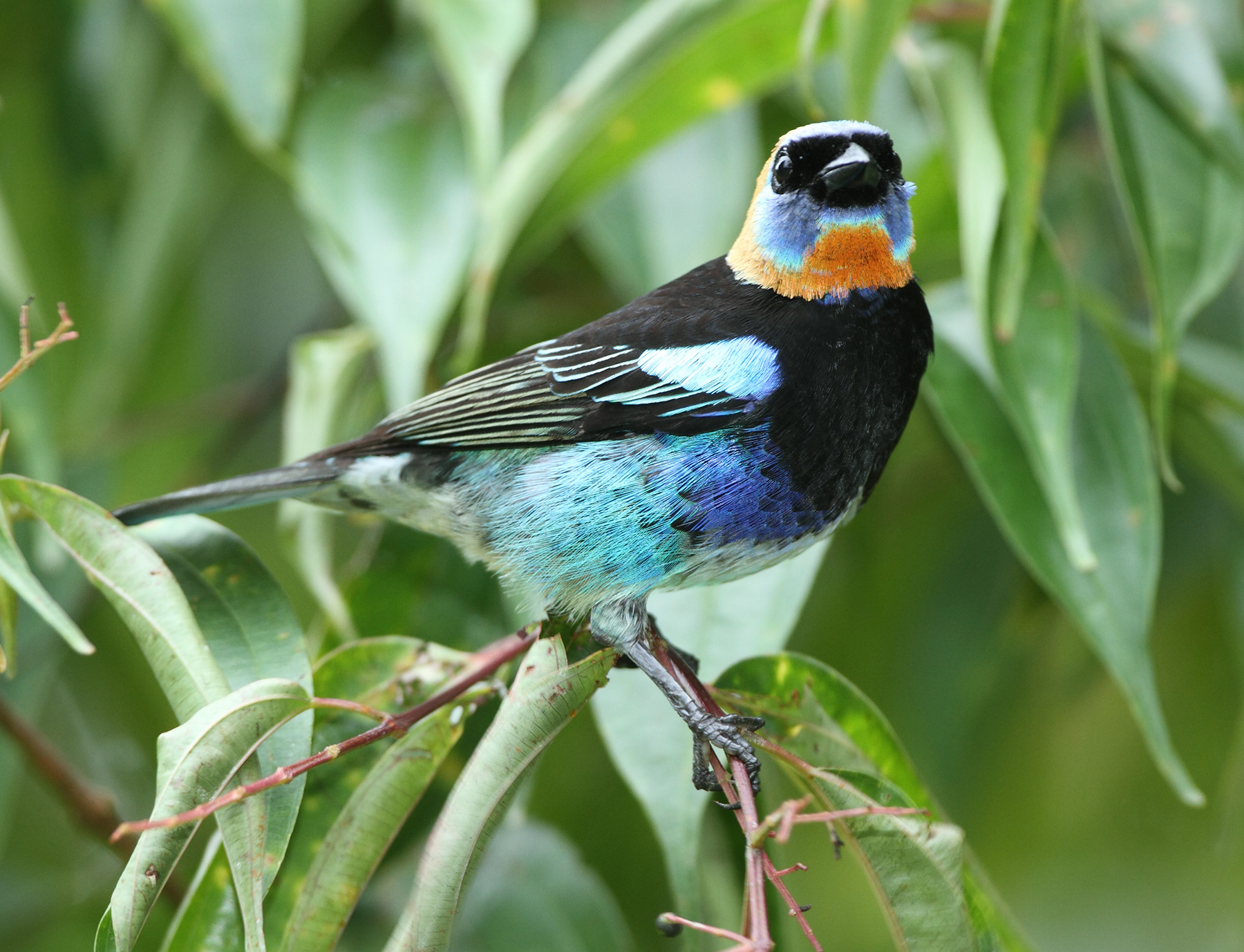
Синьощока танагра

Довжина птаха становить 12-13 см, вага 17-24 г. Голова кремово-біла або золотисто-жовта, на обличчі чорна, з блакитними краями "маска", щоки сині. Горло рудувато-коричневе, груди і спина чорні, махові і стернові пера чорні з блакитнуватим або зеленуватим відтінком. Плечі, надхвістя і боки бірюзові або блакитні, живіт жовтувато-білий або білуватий. Лапи темно-сірі. Самиці є дещо тьмяншими за самців, голова у них має зеленуватий відтінок, тім'я поцятковане чорними плямбками, нижня частина тіла більш біла. Молоді птахи мають тьмяне забарвлення, голова у них зелена, верхня частина тіла темно-сіра, нижня частина тіла білувата, синього кольору в оперенні небагато.

## Підвиди
Виділяють чотири підвиди:
- S. l. larvata (Du Bus de Gisignies, 1846) — від південної Мексики (північна Оахака і Табаско) до північної Коста-Рики;
- S. l. centralis (Berlepsch, 1912) — Карибські схили Коста-Рики і західної Панами;
- S. l. franciscae (Sclater, PL, 1856) — Тихоокеанські схили Коста-Рики і західної Панами;
- S. l. fanny (Lafresnaye, 1847) — Тихоокеанські схили Панами, Колумбії і північно-західного Еквадору.

## Поширення і екологія
Синьощокі танагри мешкають в Мексиці, Гватемалі, Белізі, Гондурасі, Нікарагуа, Коста-Рики, Панами, Колумбії і Еквадору. Вони живуть в кронах вологих рівнинних і гірських тропічних лісів, на галявинах, в чагарникових заростях, садах і на плантаціях. Зустрічаються парами або сімейними зграйками, на висоті до 1200 м над рівнем моря, місцями на висоті до 1800 м над рівнем моря. Часто приєднуються до змішаних зграй птахів. Живляться дрібними плодами і комахами. В кладці 2 білих яйця, поцяткованих коричневими плямками. За сезон може вилупитися два виводки.